# Hawksworth (Aireborough)
Hawksworth – wieś w Anglii, w hrabstwie West Yorkshire, w dystrykcie Leeds. Leży 17 km od miasta Leeds. W 1931 roku civil parish liczyła 769 mieszkańców. Hawksworth jest wspomniana w Domesday Book (1086) jako Hauocesorde/Henochesuurde.